# Cor Pigot
Cornelis A.F. (Cor) Pigot (12 december 1947) is een Surinaams politicus en consultant.

## Biografie
Hij is afgestudeerd in de Sociale Geografie aan de Rijksuniversiteit Groningen. Pigot was docent geografie aan het Surinaams Pedagogisch Instituut en werkt bij het Surinaams Planbureau.
In 1991 werd hij namens de Nationale Partij Suriname (NPS) minister werd van Onderwijs en Volksontwikkeling in het eerste kabinet onder leiding van president Venetiaan. Een jaar later ontstonden problemen rond het drukken van de eindexamens. Zo'n 10.000 scholieren moesten het examen overdoen, omdat een medewerker van de drukker de eindexamenopgaven had gestolen en te koop had aangeboden. Toen daarnaast bleek dat de drukker, een vriend van Pigot, de opdracht had gekregen om die examens te drukken hoewel andere drukkerijen er goedkoper op hadden ingeschreven en er ook nog eens extra geld was betaald, leidde dat eind juli 1992 tot een debat in het parlement. Hoewel toen door het parlement het vertrouwen in hem werd uitgesproken en hij van de president mocht aanblijven als minister, trad hij begin augustus af. De president heeft de bevoegdheid ministers te benoemen en te ontslaan. Pigot bleef niettemin invloedrijk als NPS-topper en adviseur van Venetiaan.
Verder heeft hij Suriname vertegenwoordigd bij de UNESCO was hij de eigenaar van all Projects Supply Suriname NV.